# Новая Бырка
Новая Бырка — село в Приаргунском районе (муниципальном округе) Забайкальского края России.

## География
Село находится на восточной окраине села Бырка.

## Население
| 2021 |
| ---- |
| 0    |

## История
Решение образовать новое село было принято Законом от 5 мая 2014 года.
Официально наименовано Распоряжением Правительства Российской Федерации от 1 марта 2016 года N 350-р.